# Jurij Morozov
Jurij Andreevič Morozov (in russo Ю́рий Андре́евич Моро́зов?, angl. Yury Andreyevich Morozov; Leningrado, 13 maggio 1934 – San Pietroburgo, 15 febbraio 2005) è stato un allenatore di calcio e calciatore sovietico, dal 1991 russo, di ruolo centrocampista.
Durante la sua carriera allena Dinamo Kiev, CSKA Mosca e Zenit, divenendo uno degli assistenti di Lobanovski sia durante i suoi tre periodi come CT dell'URSS sia durante la sua avventura in Kuwait.

## Biografia
Aveva un fratello, Oleg (1937-2006), anch'egli calciatore professionista.
Durante gli anni cinquanta e sessanta ha giocato come centrocampista con Zenit, Admiralteec e Dinamo Leningrado, divenendo in seguito capitano sia nell'Admiralteec sia nella Dinamo e approdando nella "Nazionale B" dell'Unione Sovietica. Dopo il ritiro avvenuto a 31 anni, lavora nelle giovanili dello Zenit e diviene un'autorità sul calcio scientifico all'Accademia Lesgaft di Educazione Fisica. In seguito entra nello staff tecnico di Valerij Lobanovs'kyj, divenendo uno dei suoi assistenti durante le Olimpiadi del 1976: la Nazionale sovietica raggiunge il terzo posto vincendo la medaglia di bronzo. Dopo esser stato uno degli assistente dello Spartak Mosca nel biennio 1976-1977, allena per sei anni lo Zenit. Torna nello staff tecnico di Lobanovs'kyj nel 1983, quand'è richiamato alla guida della Nazionale sovietica. Nell'annata 1983, guida la Dinamo Kiev dopo il decennio di Lobanovs'kyj: a fine stagione, la Dinamo termina il campionato al settimo posto, uscendo ai quarti di finale di Coppa dell'URSS contro lo Zenit Leningrado (3-1). Nel 1984, Morozov lascia la panchina della squadra di Kiev al posto di Lobanovs'kyj. Torna a lavorare con il colonnello nel periodo tra il 1986 e il 1990, al suo terzo mandato, con l'Unione Sovietica che raggiunge la finale di Euro 1988. Nello stesso periodo allena il CSKA Mosca. A causa di un attacco cardiaco da parte di Lobanovs'kyj, tra marzo e aprile 1988, Morozov si ritrova commissario tecnico dell'Unione Sovietica per tre amichevoli: gioca il suo primo match da CT il 31 marzo 1988, contro l'Argentina di Diego Armando Maradona, vincendo l'incontro per 4-2. Dopo altri due incontri amichevoli, nel giugno successivo, col ritorno di Lobanovs'kyj, Morozov ritorna ad essere uno dei suoi vice. Nel 1990 è CT dell'Iraq e l'anno seguente torna in patria per allenare lo Zenit. Negli anni novanta segue Lobanovs'kyj negli Emirati: Morozov diviene il tecnico di un club emiratino nella stagione 1992-1993 e in seguito entra nello staff tecnico di Lobanovaski come assistente della Nazionale kuwaitiana. Tra il 1995 e il 1997 è il direttore tecnico dello Zenit, quindi torna ad allenare la squadra di San Pietroburgo tra il 2000 e il 2002. Chiude la sua carriera da tecnico nel 2003, dopo aver allenato anche il Petrotrest.

## Palmarès

### Giocatore

#### Competizioni nazionali
- Pervaja Liga: 1

Admiralteec: 1959 (Girone 5 e Finale)

### Allenatore

#### Competizioni nazionali
- Pervaja Liga: 1

CSKA Mosca: 1986